# Água Longa
Água Longa is een plaats (freguesia) in de Portugese gemeente Santo Tirso en telt 2134 inwoners (2001).